# Trương Hải Long
Trương Hải Long (sinh ngày 18 tháng 4 năm 1976) là chính trị gia nước Cộng hòa xã hội chủ nghĩa Việt Nam. Ông hiện là Thứ trưởng Bộ Nội vụ, nguyên là Phó Bí thư Tỉnh ủy, nguyên Chủ tịch Ủy ban nhân dân tỉnh Gia Lai, ông cũng có một thời gian từng là Ủy viên Ban Cán sự Đảng, Thứ trưởng Bộ Nội vụ, Phó Chủ nhiệm Ủy ban Quốc gia về Thanh niên Việt Nam.
Trương Hải Long là đảng viên Đảng Cộng sản Việt Nam, học vị Cử nhân Anh văn, Thạc sĩ Luật, Cao cấp lý luận chính trị. Ông có nhiều năm công tác ở ngành nội vụ trước khi chuyển sang chính quyền địa phương.

## Xuất thân và giáo dục
Trương Hải Long sinh ngày 18 tháng 4 năm 1976 tại xã Yên Trung, huyện Yên Phong, tỉnh Hà Bắc, nay là tỉnh Bắc Ninh, Cộng hòa xã hội chủ nghĩa Việt Nam. Ông lớn lên và tốt nghiệp phổ thông ở Yên Phong, học đại học ở Hà Nội và có bằng Cử nhân Anh văn, Thạc sĩ Luật. Ông kết nạp Đảng Cộng sản Việt Nam vào ngày 31 tháng 3 năm 2004, là đảng viên chính thức từ ngày 31 tháng 3 năm 2005, theo học Học viện Chính trị Quốc gia Hồ Chí Minh với trình độ Cao cấp lý luận chính trị.

## Sự nghiệp

### Bộ Nội vụ
Những năm 2000, sau khi tốt nghiệp đại học, Trương Hải Long được tuyển vào Ban Tổ chức – Cán bộ Chính phủ làm chuyên viên. Năm 2002, cơ quan này được xây dựng thành Bộ Nội vụ, ông chuyển sang Bộ, công tác ở Vụ Công chức – Viên chức, nâng ngạch chuyên viên chính rồi Phó Vụ trưởng những năm 2010. Ngày 17 tháng 10 năm 2017, Bộ trưởng Nội vụ Lê Vĩnh Tân bổ nhiệm ông làm Vụ trưởng Vụ Công chức – Viên chức, thực hiện nhiệm vụ quản lý nhà nước về cán bộ, công chức, viên chức. Bốn năm sau, ngày 24 tháng 6 năm 2021, Trương Hải Long được Thủ tướng Phạm Minh Chính bổ nhiệm làm Thứ trưởng Bộ Nội vụ. Ở Bộ Nội vụ, ông được phân công giúp Bộ trưởng Phạm Thị Thanh Trà phụ trách các lĩnh vực gồm công tác quản lý đội ngũ công chức, viên chức; công tác đào tạo, bồi dưỡng cán bộ, công chức; công tác thanh niên; công tác thông tin, tuyên truyền. Ông cũng phụ trách các đơn vị, cơ quan của Bộ gồm Vụ Công chức – Viên chức, và trực tiếp điều hành vụ này cho đến khi có Vụ trưởng mới được bổ nhiệm vào tháng 2 năm 2022; phụ trách Vụ Đào tạo, Bồi dưỡng cán bộ, công chức, viên chức; Vụ Công tác thanh niên; Trung tâm thông tin; Tạp chí Tổ chức Nhà nước. Bên cạnh đó, ông cũng được bổ nhiệm làm Phó Chủ nhiệm Ủy ban Quốc gia về Thanh niên Việt Nam.

### Tỉnh Gia Lai
Ngày 12 tháng 9 năm 2022, sau hơn 20 năm công tác ở ngành nội vụ, Trương Hải Long bắt đầu giai đoạn mới của sự nghiệp khi được Ban Bí thư Ban Trung ương Đảng điều tới tỉnh Gia Lai, chỉ định vào Ban Chấp hành, Ban Thường vụ Tỉnh ủy, nhậm chức Phó Bí thư Tỉnh ủy Gia Lai. Trước đó tại Gia Lai, Phó Bí thư Tỉnh ủy, Chủ tịch tỉnh Võ Ngọc Thành bị điều tra và kết luận vi phạm kỷ luật Đảng, vi phạm pháp luật, bị kỷ cách chức ở Tỉnh ủy và Ban Cán sự Đảng của Ủy ban nhân dân, cách chức Chủ tịch, do đó, Trương Hải Long được trung ương giới thiệu để bầu làm Chủ tịch Ủy ban nhân dân tỉnh Gia Lai. Ngày 19 tháng 9, tại kỳ họp chuyên đề của Hội đồng nhân dân tỉnh Gia Lai, ông được bầu làm Chủ tịch Ủy ban nhân dân tỉnh với số phiếu tuyệt đối.